# Воля-Млоцька
Воля-Млоцька (пол. Wola Młocka) — село в Польщі, у гміні Гліноєцьк Цехановського повіту Мазовецького воєводства.
Населення — 269 осіб (2011).
У 1975-1998 роках село належало до Цехановського воєводства.

## Демографія
Демографічна структура станом на 31 березня 2011 року:
|          | Загалом | Допрацездатний вік | Працездатний вік | Постпрацездатний вік |
| -------- | ------- | ------------------ | ---------------- | -------------------- |
| Чоловіки | 135     | 31                 | 87               | 17                   |
| Жінки    | 134     | 27                 | 81               | 26                   |
| Разом    | 269     | 58                 | 168              | 43                   |